# نیروی هوایی اوکراین
نیروی هوایی اوکراین (اوکراینی: Повітряні Сили України) نیروی هوایی زیرمجموعه نیروهای مسلح اوکراین است، که فعالیت خود را از سال ۱۹۱۷ آغاز کرد.
شکل فعلی این نیرو در سال ۲۰۰۴ با ادغام نیروهای پدافند هوایی اوکراین در نیروی هوایی ایجاد شد.
هنگامی که اتحاد جماهیر شوروی در سال ۱۹۹۱ فروپاشید، بسیاری از هواپیماها در خاک اوکراین باقی ماندند. پس از استقلال اوکراین در سال ۱۹۹۱، نیروی هوایی از کمبود سرمایه‌گذاری مزمن رنج می‌برد که منجر به از رده خارج شدن یا غیرقابل استفاده شدن بخش عمده‌ای از موجودی آن شد. با این حال، صنعت دفاعی داخلی آن، اوکرابورونپروم و شرکت تابعه آنتونوف، قادر به نگهداری هواپیماهای قدیمی‌تر خود هستند.
نیروی هوایی اوکراین در جنگ دونباس شرکت کرد. پس از آتش‌بس ۲۰۱۴، نیروی هوایی از انجام مأموریت در مناطق دونباس به حالت تعلیق درآمد. از فوریه ۲۰۲۲، نیروی هوایی در مواجهه با تهاجم روسیه به اوکراین، درگیر عملیات رزمی مداوم بوده است. نیروی هوایی اوکراین از هواپیماهای اف-۱۶، میراژ ۲۰۰۰ و هواپیماهای ساخت شوروی استفاده می‌کند.

## ناوگان
جنرال داینامیکس اف-۱۶ فایتینگ فالکن
۱۶۰ فروند سفارش داده شده
سوخو-۲۵
۲۰ فرومد موجود است
سوخو-۲۷
۱۵ فروند موجود است
میگ-۲۹
۲۰ فروند موجود است [تا نوامبر ۲۰۲۳]